# Camponotus andrius
Camponotus andrius é uma espécie de inseto do gênero Camponotus, pertencente à família Formicidae.